# Ridnitšohkka
Ridnitšohkka (Ritničohkka in sami settentrionale) è una montagna finlandese situata in Lapponia.
Ridnitšohkka è situata nel comune finlandese Enontekiö nell'estremo nordovest del paese. Il turismo è l'attività principale che si svolge nella montagna, con oltre 50 km di pista sciabili. Con i suoi 1320 m circa è la seconda montagna finlandese per altezza.